# Виконт Брукборо
Виконт Брукборо из Колбрука в графстве Фермана — наследственный титул в системе Пэрства Соединённого королевства. Он был создан 1 июля 1952 года для ольстерского юнионистского политика, капитана достопочтенного сэра Бэзила Брука, 5-го баронета (1888—1973), премьер-министра Северной Ирландии (1943—1963).

## История
Семья Брук происходит от сэра Бэзила Брука (ум. 1567), капитана английской армии в Ирландии и губернатора графства Донегол в Западном Ольстере, который получил от правительства обширные земельные владения в этом округе. Его сын, сэр Генри Брук (ум. 1671), получил во владение земли в окрестностях Брукборо в графстве Фермана, а также в Западном Ольстере. Он был губернатором графства Фермана и членом ирландской палаты общин от Брукборо. Его сын, Томас Брук (ум. 1696) из Колбрука в графстве Фермана, был депутатом ирландского парламента и сторонником Вильгельм III Оранского. Его поместья были конфискованы по приказу Якова II Стюарта. Его сын, Генри Брук (ум. 1761), заседал в Ирландской палате общин от Дундалка и Ферманы. Его младшим сыном был Фрэнсис Брук из Колбрука. Его сын, Генри Брук (1770—1834), получил титул баронета из Колбрука в графстве Фермана (Баронетство Соединённого королевства) 7 января 1822 года. Ему наследовал его сын, Артур Брук, 2-й баронет (1797—1854). Он был консервативным членом Британского парламента от Ферманы и Вестминстера. После его смерти в 1854 году титул унаследовал его старший сын, Виктор Брук, 3-й баронет (1843—1891). Он был шерифом графства Фермана в 1896 году и заместителем лейтенанта и судьи в графстве. Его преемником стал его старший сын, вышеупомянутый Бэзил Брук, 5-й баронет (1888—1973). Он занимал ряд постов в правительстве Северной Ирландии: помощник парламентского секретаря министерства финансов (1929—1933), министр сельского хозяйства (1933—1941), министр торговли (1941—1943), министр торговли и производства (1943—1945), премьер-министр Северной Ирландии (1943—1963), лидер юнионистской партии (1946—1963) и лорд-лейтенант графства Фермана (1963—1969). Его сын и преемник, Джон Уорден Брук, 2-й виконт Брукборо (1922—1987), был министром финансов Северной Ирландии (1971—1972).
По состоянию на 2024 год носителем титула являлся его старший сын, Алан Генри Брук, 3-й виконт Брукборо (род. 1952), который наследовал своему отцу в 1987 году. Он является одним из 90 избранных наследственных пэров, которые остались в Палате лордов после принятия Палатой лордов акта 1999 года. 3-й лорд Брукборо — независимый депутат. С 2012 года — лорд-лейтенант графства Фермана.

## Другие известные члены семьи Бруков
- Артур Брук (1726—1785), сын Генри Брука (ум. 1761), дядя Генри Брука, 1-го баронета, получил титул баронета в 1764 году
- Сэр Артур Брук (ум. 1843), генерал-лейтенант британской армии, сын Фрэнсиса Брука (ум. 1800), брат 1-го баронета
- Ричард Притти Брук (ум. 1836), генерал-майор британской армии, сын Фрэнсиса Брука (ум. 1800), младший брат 1-го баронета
- Сэр Джордж Фредерик Брук (1849—1926), старший сын Ричарда Фрэнсиса Брука (1817—1867), внук Джорджа Фредерика Брука (1779—1865), брата 1-го баронета, получил титул баронета в 1903 году
- Артур Томас Брук (1840—1893), капитан королевского флота, сын Джорджа Фредерика Огастеса Брука (1805—1874), младшего брата 1-го баронета
- Генри Фрэнсис Брук (1836—1880), бригадир британской армии, брат предыдущего
- Лайонел Годольфин Брук (1849—1931), бригадир рейнджеров Коннахта
- Фрэнс Брук (1851—1920), бизнесмен и государственный служащий, сын предыдущего
- Фрэнк Гастингс Брук (1909—1982), генерал-майор армии Малайской федерации, внук предыдущего
- Оливер Джордж Брук (род. 1911), бригадир Уэлчского полка, брат предыдущего
- Сэр Гарри Веси Брук (1845—1921), заместитель лейтенанта и мировой судья, младший сын 2-го баронета
- Сэр Бэзил Вернон Брук (1876—1945), контр-адмирал британского королевского флота, сын Артура Бэзила Брука (1847—1884), младшего сына 2-го баронета
- Сэр Бертрам Норманн Сергисон-Брук (1880—1967), генерал-лейтенант британской армии, младший брат предыдущего
- Алан Фрэнсис Брук, 1-й виконт Аланбрук (1883—1963), британский командующий и фельдмаршал, начальник имперского генерального штаба, шестой сын 3-го баронета.

Родовая резиденция — Колбрук Парк в окрестностях Эннискиллена в графстве Фермана.

## Баронеты Брук из Колбрука (1822)
- 1822—1834: Сэр Генри Брук, 1-й баронет (10 мая 1770 — 24 марта 1834), сын Фрэнсиса Брука (ум. 1800);
- 1834—1854: Сэр Артур Бринсли Брук, 2-й баронет (1797 — 21 ноября 1854), старший сын предыдущего;
- 1854—1891: Сэр Виктор Александр Брук, 3-й баронет (3 января 1843 — 23 ноября 1891), старший сын предыдущего;
- 1891—1907: Сэр Артур Дуглас Брук, 4-й баронет (7 октября 1865 — 27 ноября 1907), старший сын предыдущего;
- 1907—1973: Сэр Бэзил Стенлейк Брук, 5-й баронет (9 июня 1888 — 18 августа 1973), старший сын предыдущего, виконт Брукборо с 1952 года.

## Виконты Брукборо (1952)
- 1952—1973: Бэзил Стенлейк Брук, 1-й виконт Брукборо (9 июня 1888 — 18 августа 1973), старший сын сэра Артура Дугласа Брука, 4-го баронета;
- 1973—1987: Джон Уорден Брук, 2-й виконт Брукборо (9 ноября 1922 — 5 марта 1987), второй сын предыдущего;
- 1987 — настоящее время: Алан Генри Брук, 3-й виконт Брукборо (род. 30 июня 1952), старший сын предыдущего;
  - Наследник: достопочтенный Кристофер Артур Брук (род. 16 мая 1954), младший брат предыдущего;
    - Наследник наследника: Арчи Алан Джон Брук (род. 17 декабря 1991), старший сын предыдущего.